# PocketBook 632

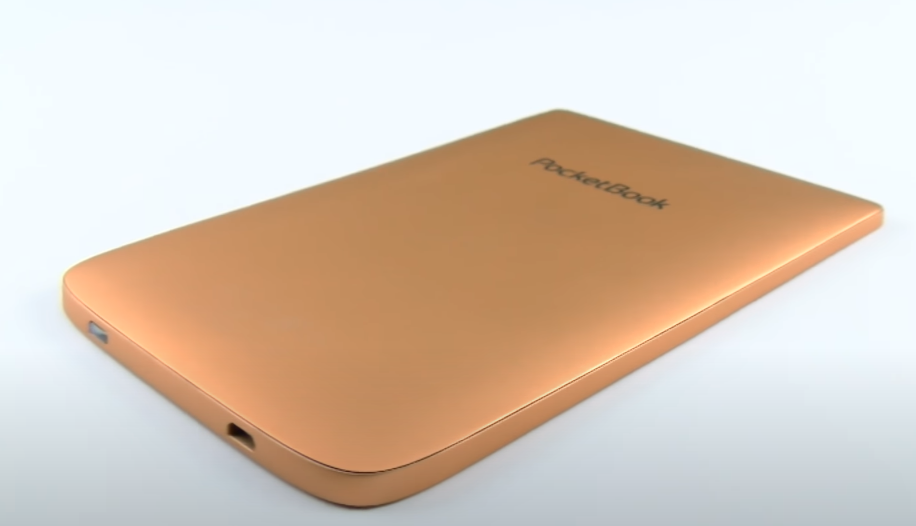

PocketBook 632 Touch HD 3 (PB632) — електронна книга, розроблена компанією PocketBook.
Належить до пристроїв середнього рівня із поліпшеним дизайном і технічними характеристиками.
Дизайн електронної книги відзначений нагородою Red Dot Design Award: Product Design у Німеччині у 2019 році (Найкращий продуктовий дизайн).
На ринку України пристрій з'явився у грудні 2018 року зі стартовою ціною 5400 грн.

## Зовнішній вигляд
Корпус POCKETBOOK 632 виконаний з пластику із матовою поверхнею.
В нижній частині корпусу розташовані чотири кнопки для ручного керування (2 кнопки — перегортання сторінок, Додому, Меню).
На поверхні нижньої грані електронної книги знаходяться кнопка вимкнення та слот для USB кабелю.
Екран пристрою сенсорний. Слот для microSD-карт та роз'єм для навушників в цій моделі відсутній.

## Особливості
Особливостями пристрою є:
- Регулювання температури підсвічування SMARTlight із можливістю автоматичного або ручного налаштування.
- Різноманітність способів отримання книг (через кабель, з PocketBook Cloud, електронною поштою).
- Швидке реагування (відкривання книги, сторінок).
- Сенсорний екран, веббраузер (чорно-білий формат)[5].
- Захист від вологи та пилу за технологією HZO Protection, рівень захисту рівень захисту IP7[6].